# Municipalità distrettuale di Central Karoo
La municipalità distrettuale di Central Karoo  (in inglese Central Karoo District Municipality) è un distretto della provincia del Capo Occidentale  e il suo codice di distretto è DC05.
La sede amministrativa e legislativa è la città di Beaufort West e il suo territorio si estende su una superficie di 38 853 km² ed in base al censimento del 2001 la sua popolazione è di 60.483 abitanti.

## Geografia fisica

### Confini
La municipalità distrettuale di Central Karoo confina a nord con quella di Pixley ka Seme (Provincia del Capo Settentrionale), a est con quella di Cacadu (Provincia del Capo Orientale), a sud con quella di Eden, a sud e a ovest con quella di Cape Winelands e a ovest con quella di Namakwa (Provincia del Capo Settentrionale).

### Suddivisione amministrativa
Il distretto è suddiviso in 3 municipalità locali:
- Laingsburg
- Prince Albert
- Beaufort West